# Rybczewice (gemeente)
De gemeente Rybczewice is een landgemeente in het Poolse woiwodschap Lublin, in powiat Świdnicki.
De zetel van de gemeente is in Rybczewice (tot 30 december 1999 Rybczewice Drugie genoemd).
Op 30 juni 2004 telde de gemeente 3999 inwoners.

## Oppervlakte gegevens
In 2002 bedroeg de totale oppervlakte van gemeente Rybczewice 99,09 km², waarvan:
- agrarisch gebied: 86%
- bossen: 10%

De gemeente beslaat 21,13% van de totale oppervlakte van de powiat.

## Demografie
Stand op 30 juni 2004:
| Omschrijving                   | Totaal | Totaal | Vrouwen | Vrouwen | Mannen | Mannen |
| ------------------------------ | ------ | ------ | ------- | ------- | ------ | ------ |
| eenheid                        | aantal | %      | aantal  | %       | aantal | %      |
| inwoners                       | 3999   | 100    | 2087    | 52,2    | 1912   | 47,8   |
| bevolkingsdichtheid (inw./km²) | 40,4   | 40,4   | 21,1    | 21,1    | 19,3   | 19,3   |

In 2002 bedroeg het gemiddelde inkomen per inwoner 1173,74 zł.

## Administratieve plaatsen (sołectwo)
Bazar, Choiny, Częstoborowice, Izdebno, Izdebno-Kolonia, Pilaszkowice Drugie, Pilaszkowice Pierwsze, Podizdebno, Rybczewice Drugie, Rybczewice Pierwsze, Stryjno Pierwsze, Stryjno Drugie, Stryjno-Kolonia, Wygnanowice, Zygmuntów.

## Aangrenzende gemeenten
Fajsławice, Gorzków, Krzczonów, Łopiennik Górny, Piaski, Żółkiewka
- Virtual International Authority File: 300541310